# Prosmidia bispinosa
Prosmidia bispinosa is een keversoort uit de familie bladkevers (Chrysomelidae). De wetenschappelijke naam van de soort werd in 1798 gepubliceerd door Johann Christian Fabricius.